# بنو خصيل
قبيلة بني خصيل أو الخصيلات هي قبيلة عربية تعود بنسبها إلى خصيل بن الأشهب بن قاسط بن عبدالله بن عمرو بن معاوية بن كلاب. وتُعد فرعًا رئيسيًا من قبيلة بني الضباب بن كلاب من بني عامر بن صعصعة، وهي من القبائل القيسية الشهيرة في التاريخ العربي.
سكنت القبيلة في مناطق حلب وحمص في بلاد الشام، وكان لها نفوذ في بعض الفترات التاريخية، وبرز منها بنو ملاعب الذين كانت لهم سيطرة على حمص في القرن الخامس الهجري.
| العنصر       | المعلومة                                          |
| ------------ | ------------------------------------------------- |
| القبيلة      | بني خصيل                                          |
| النسبة إليها | الخصيلي أو خصيلي                                  |
| القبيلة الأم | بني عامر بن صعصعة                                 |
| ينحدرون من   | الضباب بن كلاب بن ربيعة بن عامر                   |
| الفروع       | - الخصيلات - الملاعبة - الحمران - الزنمات - ذؤيبة |

### التوزع الجغرافي
تنتشر القبيلة حاليًا في عدد من الدول العربية، منها:
- المملكة العربية السعودية[3]
- دولة الكويت[4]
- العراق
- سوريا[5]